# دان ميزر
دان ميزر (بالإنجليزية: Dan Mazer)‏ (و. 1971  م) هو كاتب سيناريو، ومنتج أفلام، ومخرج تلفزيوني، وممثل كوميدي، ومنتج تلفزيوني، ومخرج أفلام بريطاني، ولد في لندن.

## التعليم
تعلم في بيترهاوس ‏، وتعلم في Haberdashers' Boys' School ‏
.

## جوائز وترشيحات
حصل على جوائز منها:

British Academy Television Award for Best Comedy (Programme or Series) ‏، عن عمل: Da Ali G Show ‏ (2001)
ترشح لـ:
- Writers Guild of America Award for Best Adapted Screenplay [الإنجليزية]‏، عن عمل: بورات (2007)
- Primetime Emmy Award for Outstanding Variety Series [الإنجليزية]‏، عن عمل: Da Ali G Show [الإنجليزية]‏ (2005)
- جائزة إيمي برايم تايم لأفضل كتابة لبرنامج منوعات  [لغات أخرى]‏، عن عمل: Da Ali G Show [الإنجليزية]‏ (2005)
- British Academy Television Award for Best Comedy (Programme or Series) [الإنجليزية]‏، عن عمل: Da Ali G Show [الإنجليزية]‏ (2001)
- British Academy Television Award for Best Comedy (Programme or Series) [الإنجليزية]‏، عن عمل: The 11 O'Clock Show [الإنجليزية]‏ (2000)
- جائزة الأوسكار لأفضل كتابة "سيناريو مقتبس"، عن عمل: بورات.

## وصلات خارجية
- دان ميزر على موقع IMDb (الإنجليزية)
- دان ميزر على موقع ألو سيني (الفرنسية)
- دان ميزر على موقع أول موفي (الإنجليزية)
- دان ميزر على موقع قاعدة بيانات الأفلام السويدية (السويدية)
- دان ميزر على موقع ديسكوغز (الإنجليزية)
- دان ميزر على موقع قاعدة بيانات الفيلم (الإنجليزية)
- دان ميزر على موقع كينوبويسك (الروسية)